# Berta Socuéllamos Zarco
Berta Socuéllamos Zarco (Alacant, 1963) és una ex-actriu valenciana, establerta al barri madrileny de Villaverde, i protagonista d'un únic film de cinema quinqui l'any 1981: Deprisa, deprisa de Carlos Saura. El 1982 va casar-se'n amb el coprotagonista, José María Hervás Roldán.

## Deprisa, deprisa
Com a actriu no professional, interpretava a Àngela, una delinqüent atractiva i freda de la dècada de 1980, que és reclutada per un grup de quinquis que roben bancs per sobreviure. Deprisa, deprisa va ser reconeguda l'any 1981 amb l'Os d'Or del festival de Berlin i va ser un èxit de crítica i públic durant diverses setmanes. Narra la història de 4 amics de l'extraradi de Madrid, ficats en drogues, violents i piròmans, que atraquen per viure i que s'enfronten a la policia i a una situació de desarrelament familiar. Dos d'ells eren delinqüents professionals, reclutats per Saura. Molts dels seus companys de la pel·lícula van morir per les drogues, com li va succeir al protagonista que feia el paper de Pablo, José Antonio Valdelomar qui va morir de sobredosi a la Presó de Carabanchel el 1992.